# Шибенишко-книнска жупания
Шибенишко-книнската жупания e разположена в Южно Хърватско, в централната част на историческата област Далмация. Заема площ от 2939 км². Главен град на жупанията е Шибеник. Други по-големи градове са: Дърниш, Книн, Скрадин и Водице. Шибенишко-книнска жупания е съставена от 14 общини.

## Население
Според преброяването през 2011 година Шибенишко-книнска жупания има малко над 109 хил. души население. Според националната си принадлежност населението на жупанията има следния състав:
- хървати 88,4 %
- сърби 9,1 %